# Koo Stark
Kathleen Dee-Anne Stark, mieux connue sous le nom de Koo Stark (née le 26 avril 1956 à New York), est une actrice de cinéma et photographe américaine. Elle est connue entre autres pour son rôle dans le film Emily et pour sa relation avec le prince Andrew, le fils de la reine Élisabeth II, avant son mariage avec Sarah Ferguson, duchesse d'York.

## Biographie
Kathleen Dee-Anne Stark née le 26 avril 1956 à New York. Ses parents étaient le producteur du film Wilbur Stark (1912-1995) et la Speakerine Kathi Norris (en) (1919-2005). Elle fréquente une école privée de Manhattan, l'école Hewitt (en). Elle déménage à Londres à l'âge de 16 ans.
Au début des années 1980 elle entretient une relation de 18 mois avec le Prince Andrew mais se sépare de lui après son retour de la guerre des Malouines. Elle se marie en 1984 à un propriétaire de galerie d'art, Tim Jefferies, petit-fils du propriétaire de la chaîne de magasins Argos, et divorce en 1990. Elle a une fille, Tatiana (né le 12 mars 1997) avec Warren Walker. Stark vit à Londres et pratique le Bouddhisme depuis 1994.
En 2002, on lui diagnostique un cancer du sein, ce qui entraîne une mastectomie et chimiothérapie. En 2003, elle subit une deuxième mastectomie. À la suite de ces événements, elle fonde en 2004, l'organisation Keep Abreast, contre le cancer du sein.
Au bord de la faillite en septembre 2008, elle est expulsée de son domicile et vit dans un hôtel de l'ouest de Londres par les bonnes grâces de la direction de l'hôtel jusqu'à ce que sa situation financière soit résolue. Le 11 février 2011, elle est mise en faillite et en 2013, elle est soupçonnée dans le vol d'un tableau d'Anthonie van Borssom appartenant à son ancien compagnon Warren Walker. L'accusation se révèlera fausse, et le Daily Mail publie en février 2015 des excuses pour avoir suggéré sa culpabilité.

## Carrière cinématographique
Son rôle le plus connu et peut être aussi le plus controversé est celui d'Emily dans le film érotique Emily (1976), qui contient une scène érotique avec Koo Stark et une autre femme dans une douche. En 1977, elle joue dans Cruel Passion, un film basé sur le roman Justine ou les Malheurs de la vertu du Marquis de Sade. La même année, elle joue le rôle de Camie Loneozner, l'amie de Luke Skywalker dans Star Wars, épisode IV : Un nouvel espoir ; elle apparaît dans deux scènes, qui sont coupées au montage du film avant sa sortie. Un temps annoncé dans le film Alerte dans le cosmos (1979), elle quitte finalement le projet. Elle est initialement choisie pour le rôle d'une extra-terrestre, Rost dans l'épisode « Attack of the Cybermen » de la série Doctor Who, mais un désaccord avec l'équipe de production sur ses honoraires l'évince du projet. Elle est remplacée par Sarah Berger.
En 1989, elle apparaît dans un épisode de la série culte de science-fiction Red Dwarf intitulé "Timeslides". Elle a également eu un rôle non crédité dans The Rocky Horror Picture Show.